# Vera Steadman
Vera Steadman (23 de junio de 1900 – 14 de diciembre de 1966) fue una actriz cinematográfica estadounidense de la época del cine mudo. 
Nacida en Monterrey (California), actuó en un total de 99 filmes entre 1915 y 1941. Falleció en Long Beach (California). 

## Selección de su filmografía
- Luke and the Mermaids (1916)
- Whose Baby? (1917)
- The Sultan's Wife (1917)
- The Pullman Bride (1917)